# Захаров, Александр Викторович (организатор производства)
Александр Викторович Захаров (1932, Устюженский район, Ленинградская область — 2002) — советский и российский хозяйственный деятель, генеральный директор Завода имени Калинина.
В 1950 году окончил Ленинградский электротехнический техникум; в 1955 году — Ленинградский военно-механический институт. В 1952—1968 годы работал на Заводе имени Калинина мастером, инженером-технологом, старшим мастером, начальником инструментального цеха, начальником производства; с 1972 года по 2002 год — генеральный директор завода.
Награждён орденом Ленина (1983), двумя орденами Трудового Красного Знамени (1970, 1974), орденом «За заслуги перед Отечеством» IV степени (2002). Лауреат Государственной премии СССР (1977), заслуженный машиностроитель Российской Федерации (1994).